# Artem Dziuba
Artiom Sergeievici Dziuba (ucraineană Артем Сергійович Дзюба Artem Serhiyovici Dzyuba, tradus deobicei ca Artem Dzyuba; n. 22 august 1988) este un fotbalist rus care joacă pe postul de atacant pentru FC Zenit Sankt Petersburg și este căpitanul echipei naționale de fotbal a Rusiei.
Și-a început cariera la Spartak Moscova, pentru care a debutat în 2006. La echipa din capitala Rusiei a jucat în 166 de partide în care a marcat 38 de goluri. De asemenea, a fost împrumutat de două ori la Tom Tomsk și Rostov, câștigând Cupa Rusiei 2013-2014 cu acesta din urmă. În 2015 a ajuns la Zenit.
Dziuba și-a făcut debutul la naționala mare pentru Rusia în 2011. El și-a reprezentat țara la UEFA Euro 2016 și la Campionatul Mondial din 2018.

## Cariera pe echipe
Dziuba s-a născut la Moscova, Uniunea Sovietică, în 1988, dintr-un tată ucrainean din Poltava și o mamă rusă. A jucat la juniorii lui Spartak Moscova și a început să joace pentru echipa a doua în 2005. În 2006, a jucat prima dată pentru prima echipă într-un meci din Cupa Rusiei împotriva lui FC Ural, înlocuindu-l pe Roman Pavliucenko în minutul 85. El a jucat pentru prima dată în Prima Ligă Rusă în etapa a 12-a împotriva lui Saturn Moscova. În acel sezon a intrat pe teren de pe banca de rezervă de șapte ori, dar nu a înscris.
La data de 7 august 2009, Dziuba a fost împrumutat timp de șase luni la FC Tom Tomsk până în decembrie 2009.
În Prima Ligă Rusă, sezonul 2013-2014, Dzyuba a înscris 17 goluri în perioada în care a fost împrumutat la FC Rostov.
În 2015, a semnat cu FC Zenit Saint Petersburg, echipă antrenată de André Villas-Boas. La 31 ianuarie 2018, a fost împrumutat la echipa FC Arsenal Tula sub formă de împrumut pentru tot restul sezonului 2017-2018.

## La națională
Dziuba a făcut parte din echipa U-21 a Rusiei, care a participat în cadrul Campionatului European sub 21 de ani din 2011.
El a debutat pentru echipa națională de fotbal a Rusiei pe 11 noiembrie 2011 într-un amical împotriva Greciei. El s-a aflat pe lista provizorie a jucătorilor Rusiei care trebuiau să facă deplasarea la UEFA Euro 2012. El nu a fost păstrat în lotul final pe care Dick Advocaat l-a ales pentru competiție.
După Campionatul Mondial din 2014, pe care Dziuba l-a ratat, de asemenea, cu Fabio Capello preferându-i pe Aleksandr Kokorin și Aleksandr Kerjakov, el a început să fie convocat constant în timpul calificărilor pentru Euro UEFA 2016. El a marcat primul său gol împotriva Liechtensteinului, la 8 septembrie 2014, fiind cel de-al patrulea gol al partidei câștigate cu 4-0 de pe Arena Himki. Peste un an mai târziu, a marcat patru goluri într-o victorie cu 7-0 asupra acelorași adversari în meciul retur; a încheiat campania ca cel mai bun marcator al Rusiei cu 8 goluri, cu echipa sa obținând biletele pentru UEFA Euro 2016.
La 11 mai 2018, a fost inclus în lotul lărgit al Rusiei pentru Campionatul Mondială din 2018 iar pe 3 iunie a fost inclus în lotul definitiv. El a intrat de pe banca de rezerve în meciul din 14 iunie și a marcat al treilea gol al unei victorii cu 5-0 asupra Arabiei Saudite. El și-a continuat forma bună, marcând un gol în al doilea meci în care Rusia a învins Egiptul cu 3-1, în urma căreia Rusia s-a calificat pentru prima dată din grupele unui Campionat Mondial. În meciul cu Spania din optimi de pe 1 iulie, a transformat un penalty înainte de repriza, ducând scorul la 1-1. Artem a fost apoi înlocuit în a doua repriză și Rusia a câștigat în cele din urmă meciul cu 4-3 la penaltiuri.
După retragerea lui Serghei Ignașevici și Igor Akinfeev din echipa națională, Dziuba a devenit căpitanul echipei.